# Rudolf Steiner Schule Hamburg-Nienstedten

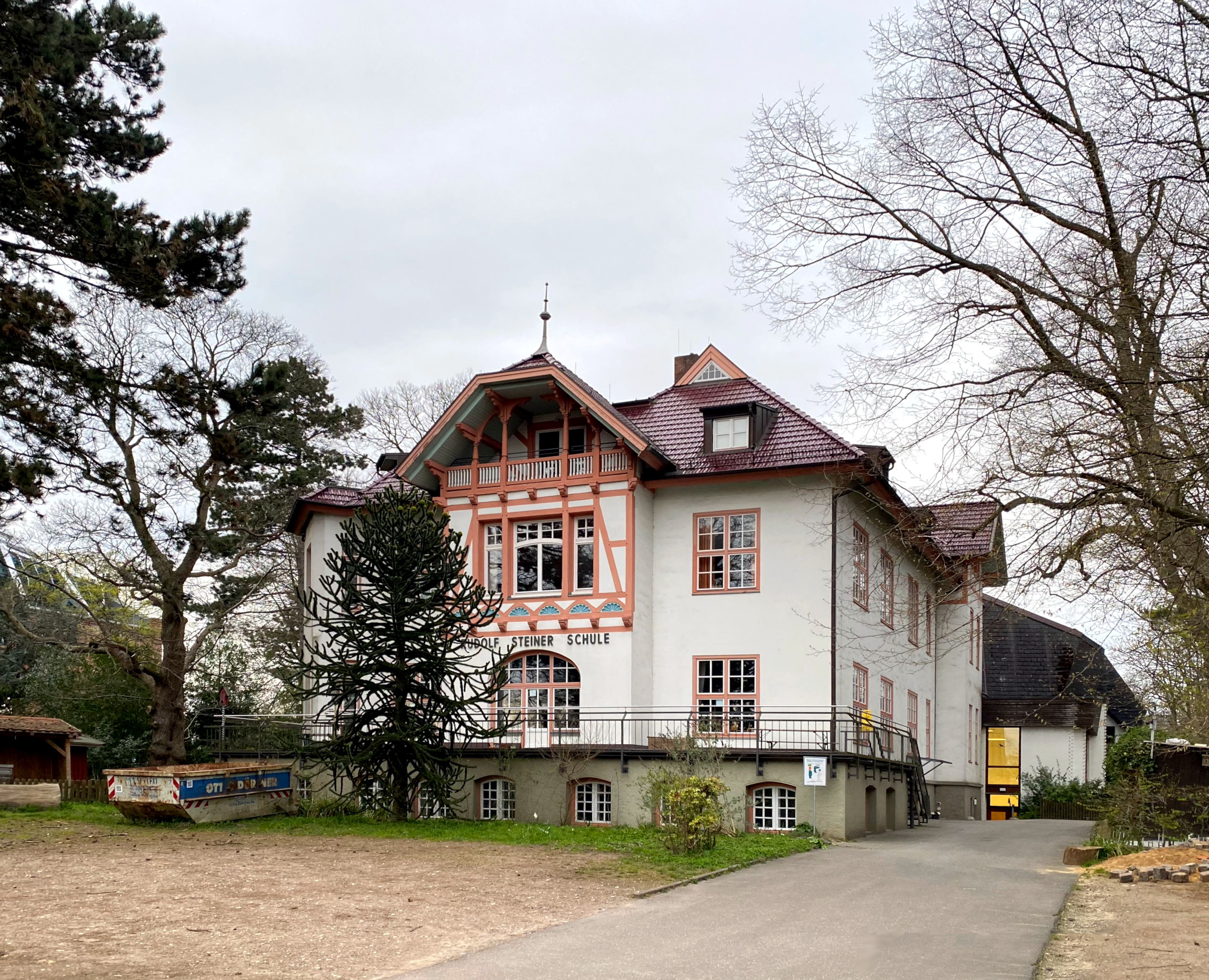
Altbau der Schule („Villa Ephraim“)

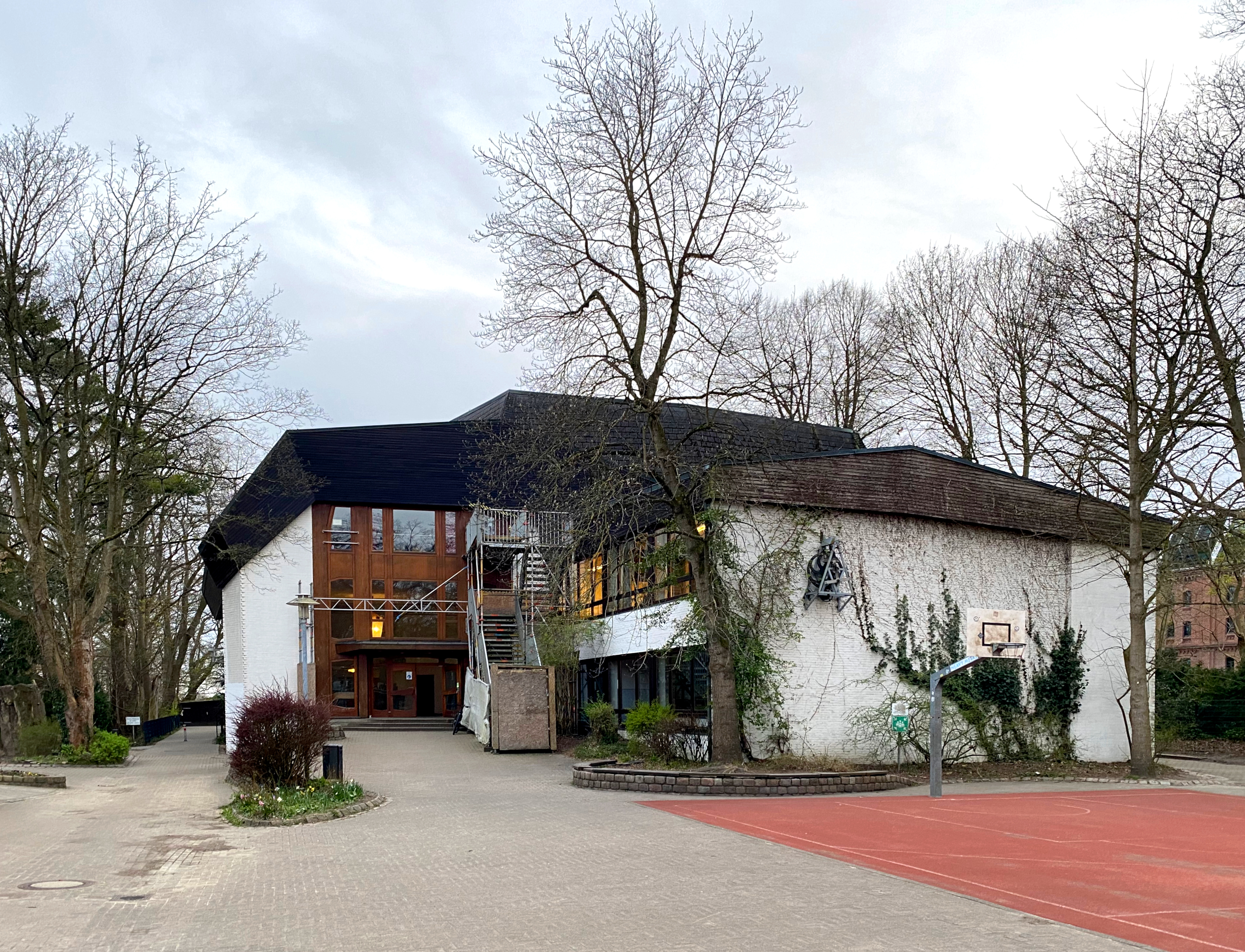
Neubau an der Nordseite der Villa Ephraim

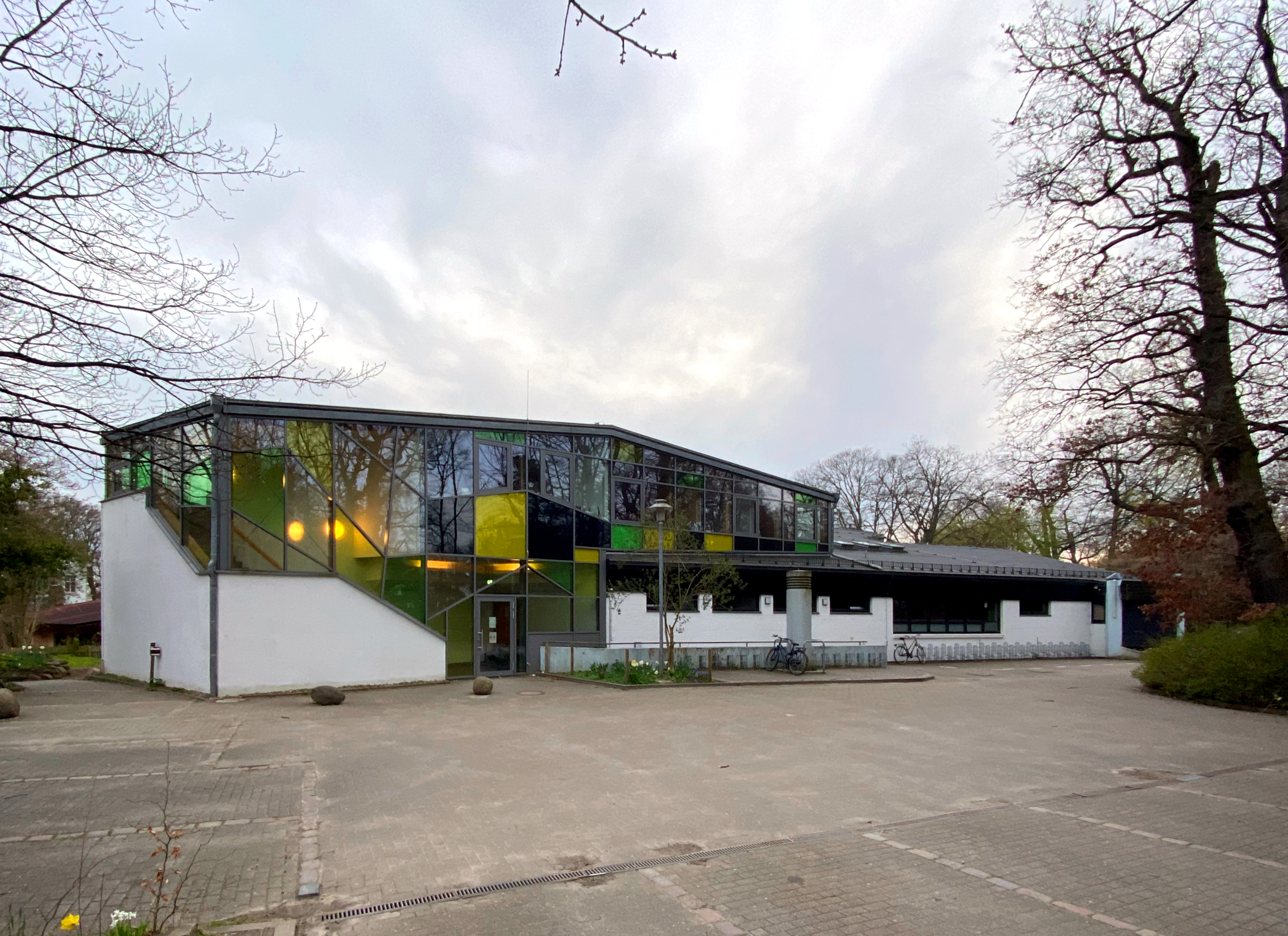
Neubau mit Kindergarten

Die Rudolf Steiner Schule Hamburg-Nienstedten ist eine 1952 gegründete Waldorfschule im Hamburger Stadtteil Nienstedten. Die staatlich genehmigte Ersatzschule ist eine Stadtteilschule in Langform. Die knapp 500 Schülerinnen und Schüler werden in den Klassenstufen 1 bis 13 einzügig unterrichtet.

## Geschichte
Als Vorläuferschule im Hamburger Westen gilt die 1931 gegründete Rudolf-Steiner-Schule Altona (auch Freie Schule Altona), die in einem von der Stadt Altona angemieteten Gebäude an der Flottbeker Chaussee 101 in Ottensen (heute Elbchaussee, Höhe Neumühlen) ansässig war. Jene Schule wurde 1938 geschlossen.
Die Schule in Nienstedten wurde 1952 vom Schulverein der Rudolf Steiner Schule Hamburg-Wandsbek gegründet, zu Beginn jenes Jahres zogen 130 Schüler aus der Wandsbeker Schule an die Elbchaussee um. Dazu wurde die Villa zur Schule umgebaut, 1958 folgte ein schlichter Anbau mit Aula und Fachraumtrakt. 1967 wies der Bebauungsplan für die Rudolf-Steiner-Schule nur das schmale Flurstück mit der doppelten Breite der Villa Ephraim aus, die östlich gelegenen Grundstücke waren für das Mütter- und Säuglingsheim der Stadt Hamburg vorgesehen. Auf dem damaligen Bestandsgrundstück der Schule war eine weitere bauliche Erweiterung nicht zulässig.
Seit 1970 wird die Schule von einem eigenen Schulverein getragen, bis dahin gehörte die Schule organisatorisch zur Wandsbeker Waldorfschule. 1972 erhielt die Schule in Nienstedten die staatliche Genehmigung als Ersatzschule. 1975 wurde ein Schulhaus mit Klassenräumen, Fachräumen, Lehrerzimmern und Büros fertiggestellt, wofür im Vorjahr der Grundstein gelegt wurde. 1984 wurde ein Neubau für den Kindergarten errichtet, bald darauf der Oberstufentrakt und 1986 Festsaal und Turnhalle. 2014 besuchten etwa 480 Schüler die Schule, dazu kamen etwa 80 Kindergartenkinder.

## Lage und Architektur
Das Schulgelände befindet sich auf der Nordseite der Elbchaussee, zwischen Wesselhoeftpark im Osten und der Villenbebauung auf dem Gelände der ehemaligen Elbschloss-Brauerei im Westen. Die Schule wird hauptsächlich von der Christian-Frederik-Hansen-Straße (früher Georg-Bonne-Straße) an der Nordseite des Geländes her erschlossen, dort ist das denkmalgeschützte Landhaus Baur der unmittelbare Nachbar. Das hammerförmige Schulgrundstück ist ungefähr 15.000 m² groß, die schmale Seite weist zur Elbchaussee, die breite zur Christian-Frederik-Hansen-Straße. Die Grundstücksform ist eine Folge der Erweiterung um Flächen, die ehemals für das Mütter- und Säuglingsheim vorgesehen waren.
Zur Elbchaussee hin befindet sich die „Villa Ephraim“, welche 1900 nach Plänen der Altonaer Architekten Adolf Schaar und Cäsar L. Hintzpeter fertiggestellt wurde. Bauherren waren James und Jenny Ephraim, welche die Villa von 1900 bis 1918 mit ihren Kindern bewohnten. James Ephraim (1862–1931) war ein wohlhabender Kaufmann. Jenny Ephraim (1876–1959), geborene Klemperer, wurde als jüdisch verfolgt und emigrierte Ende der 1930er Jahre nach Südamerika. 1951 kaufte der Trägerverein die Villa von der Stadt Hamburg. Diese Villa wurde zum ersten Schulgebäude umgebaut.
Die An- und Neubauten sind bis auf das Schmiedehaus zweistöckig. Die Fassaden der Neubauten sind hell verputzt und wirken bis auf die Glasfassade des Kindergartens recht konventionell. Nur die Dachgestaltung folgt mit ihren asymmetrischen Teilungen und der kappenartigen Form der Überhänge den Gestaltungsgrundsätzen der anthroposophischen Architektur.

## Schulprofil
Wie alle Waldorfschulen basiert die Schule auf der Anthroposophie Rudolf Steiners und ist Mitglied im Bund der freien Waldorfschulen.
Im Schuljahr 2020/2021 wurden im Grundschul- und Stadtteilschulzweig der Rudolf Steiner Schule Hamburg-Nienstedten insgesamt 492 Schüler unterrichtet. Hamburger Privatschulen werden nicht von der Sozialindex-Schulstatistik erfasst, jedoch lässt der Anteil der Schüler mit Migrationshintergrund und die Zahl der Empfänger von kostenlosen Mittagessen aus Bildung-und-Teilhabe-Mitteln (BuT) Rückschlüsse auf die soziale Zusammensetzung der Elternschaft zu, insbesondere im Vergleich zu staatlichen Schulen im selben Einzugsgebiet. An der Rudolf Steiner Schule Hamburg-Nienstedten gab es im Schuljahr 2020/2021 etwa 8 % Schüler mit Migrationshintergrund. Im Vergleich hatte im selben Schuljahr 2020/2021 die benachbarte Grundschule Schulkamp mit 26 % einen mehr als dreimal so hohen Anteil an Schülern mit Migrationshintergrund, wobei auch dieser Anteil weit unter dem Hamburger Durchschnitt liegt. An der Rudolf-Steiner-Schule Nienstedten erhielt im Schuljahr 2020/2021 kein einziger Schüler Preisreduzierungen für Schulessen aus BuT-Mitteln. Im Vergleich erhalten etwa zwei Drittel aller Grundschüler und rund ein Drittel der Schüler an weiterführenden Schulen in Hamburg das Essen kostenlos oder zu reduzierten Preisen, beides teils aus BuT-Mitteln.
In der 10. Klasse erfolgt der Erste allgemeinbildende Schulabschluss (auch ESA oder Hauptschulabschluss), der für alle Abgänger nach der 10. Klasse Pflicht ist. In der 11. Klasse kann der Mittlere Schulabschluss (auch MSA oder Mittlere Reifeprüfung) abgelegt werden, bei entsprechender Leistung folgt zum Ende der 13. Klasse das Hamburger Zentralabitur.

## Bekannte Ehemalige
- Ewald Becker-Carus (1902–1995), Maler und Kunsterzieher (Mitbegründer der Schule, Lehrer von 1959 bis 1963)
- Rolf Dieckmann (* 1947), Autor und Humorist (Besuch der Schule bis 1966)
- Marie Bäumer (* 1969), Schauspielerin (Besuch der Schule in der 10. und 11. Klasse)